# Georg von Klitzing
Georg Lebrecht Alexander von Klitzing (* 1. September 1847 in Grassee, Kreis Saatzig; † 14. April 1922 auf Gut Charlottenhof, Kreis Landsberg (Warthe)) war ein deutscher Gutsbesitzer, Jurist und Politiker.

## Familie

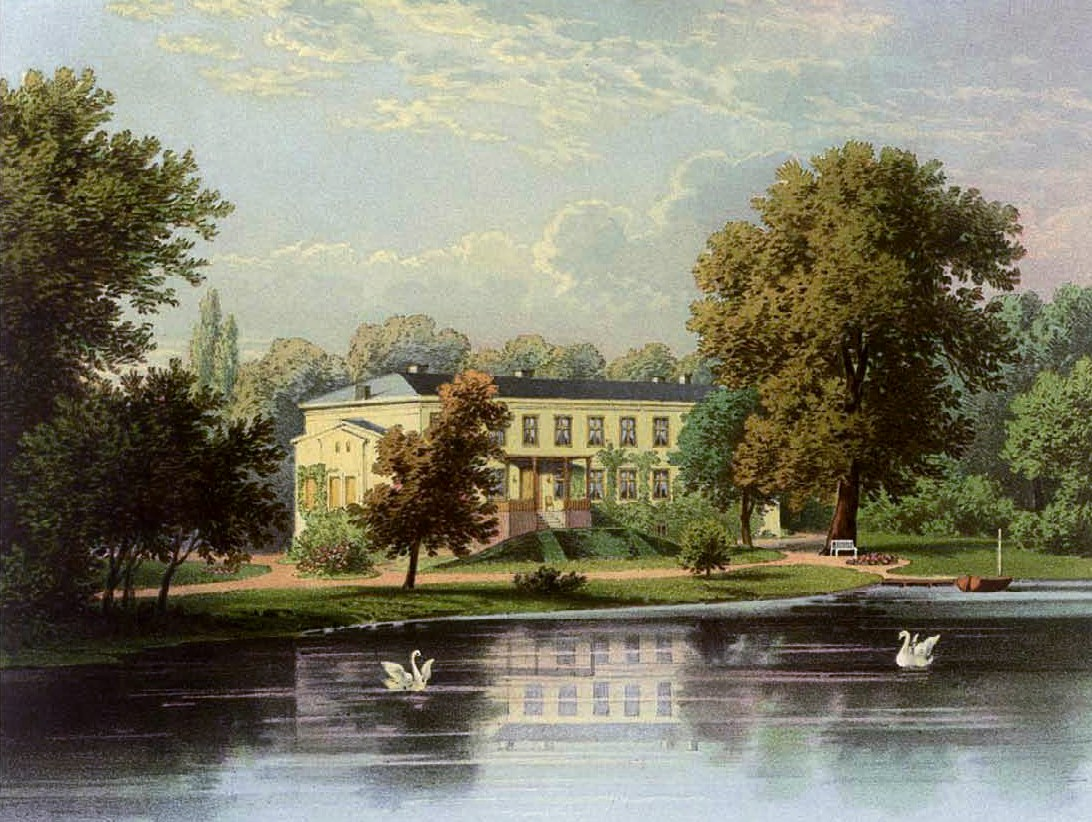
Gut Grassee (Sammlung Alexander Duncker) um 1865/1866

Georg von Klitzing entstammte dem alten märkischen Adelsgeschlecht von Klitzing und war Sohn von Alexandrine Freiin von Kottwitz (1824–1893) und ihrem Ehemann, Ludwig von Klitzing (1818–1868), Gutsherr von Charlottenhof. 
Klitzing heiratete am 20. Mai 1871 auf Gut Würben Marie von Waldenburg (* 15. Juni 1849 in Berlin; † 12. Februar 1929 auf Haus Diedersdorf), die Tochter des königlich preußischen Kammerherrn und Hofmarschalls Eduard von Waldenburg, Gutsherr auf Würben, und der Orlinda von Klitzing (Haus Gresse, Mecklenburg). Das Paar hatte folgende Kinder:
- Hans Ludwig (1874–1948) ⚭ 1903 Anna (Anne) von Wedemeyer (1883–1965)
- Esther Marie (* 1876)
- Leberecht Georg (* 1889)

⚭ 1918 Eleonora (Nora) von Staal (1888–1923)
⚭ 1928 Gisela von Klitzing (* 1896)

## Leben
Klitzing war königlich preußischer Oberleutnant, Gutsherr auf Charlottenhof, ab 1888 Mitglied des Preußischen Herrenhauses auf Lebenszeit und Rechtsritter des Johanniterordens.
Er studierte die Rechtswissenschaften an der Ruprecht-Karls-Universität Heidelberg. 1868 wurde er Mitglied des Corps Saxo-Borussia Heidelberg. Er war als Gutsbesitzer Vizepräsident der Landwirtschaftskammer der Provinz Brandenburg, Mitglied des Deutschen Landwirtschaftsrats und Landesökonomie-Kollegiums sowie des Gesamtwasserstraßen-Beirats. Im Jahr 1909 wurde er als Mitglied der Immediatkommission für die Verwaltungsreform vorgeschlagen und war stellvertretendes Mitglied im Provinzialausschuss. Klitzing war Direktor der Generallandschaft Posen und wurde noch im Jahr 1918 für eine neue Amtszeit von weiteren zehn Jahren vorgeschlagen.